# Ruini Firenze
El Gruppo Sportivo Vigili del Fuoco Otello Ruini, conocido como Ruini Firenze, es un equipo de voleibol italiano de la ciudad de Florencia. 

## Historia
El Gruppo Sportivo dei Vigili del Fuoco (Grupo deportivo de los bomberos) es un grupo polideportivo fundado en 1962 y nombrado en honor de Otello Ruini, oficial de los bomberos de Florencia muerto en acción en 1958. Participa desde su fundación en la  Primera División italiana, absorbiendo el Alce Firenze militante en la división. Ganó su primer campeonato al año siguiente y hasta la mitad de los años 70 se impuso como una de los equipos más poderosos de Italia, triunfando 4 veces más. En Europa terminó en tercer lugar en la Liga de Campeones 1971-1972.
Descendió a segunda División en la temporada 1974/1975 y cinco años más tarde desapareció. A partir de 1992 el equipo de voleibol reaparece y  participa en las divisiones menores de Italia.

## Palmarés
- Campeonato de Italia (5)

1963-64, 1964-65, 1967-68, 1970-71, 1972-73
- Champions League

3º lugar (1): 1971-72